# Shamseddin Seyed-Abbasi
Shamseddin Seyed-Abbasi (Teherán, Irán, 5 de febrero de 1943-ídem, 16 de marzo de 2004) fue un deportista iraní especialista en lucha libre olímpica donde llegó a ser medallista de bronce olímpico en México 1968.

## Carrera deportiva
En los Juegos Olímpicos de 1968 celebrados en México ganó la medalla de bronce en lucha libre olímpica estilo peso pluma, tras el luchador japonés Masaaki Kaneko (oro) y el búlgaro Enyu Todorov (plata).